# Sabal domingensis
Sabal domingensis is de botanische naam van een palm. De palm komt voor in het Caraïbisch gebied, zoals Haïti, de Dominicaanse Republiek en Cuba. De palm komt voor tot een hoogte van 1000 m, op alle grondsoorten en ook bij verschillende relatieve luchtvochtigheid.
De dikke stam kan langer dan 10 m worden. Er zijn zeer grote, groene bladeren. De bloeiwijzen zijn even lang als de bladeren. De vruchten zijn klein, zwart en rond.
De palm stelt een voedingrijke grond vast, indien hij in de volle zon staat heeft hij veel vocht nodig. Bij gebrek aan water zal hij veel trager groeien. Deze tropische soort die in de natuur nooit vorst meemaakt, kan toch tot -8 °C verdragen.